# Ставненська сільська територіальна громада
Ставненська сільська громада — територіальна громада в Україні, в Ужгородському районі Закарпатської області. Адміністративний центр — село Ставне. 
Площа громади —  км², населення —  мешканців (2020).
Утворена 12 червня 2020 року шляхом об'єднання Ставненської, Верховино-Бистрянської, Волосянківської, Загорбської, Лубнянської, Стужицької, Тихівської і Ужоцької сільських рад Великоберезнянського району.

## Населені пункти
У складі громади 12 сіл:
- с. Ставне
- с. Верховина-Бистра
- с. Волосянка
- с. Луг
- с. Загорб
- с. Жорнава
- с. Лубня
- с. Стужиця
- с. Тихий
- с. Гусний
- с. Сухий
- с. Ужок